# Vladimir Naïditch
Vladimir Naiditch, né à Moscou (Empire russe) le 26 août 1903 et mort à Paris le 27 novembre 1980, est un peintre de l'École de Paris.
Issu d'une famille aisée, Vladimir Naïditch étudie le dessin à l'école d'arts appliqués de Moscou et expose pour la première fois à l'âge de quatorze ans.
Fils d'Isaac Naïditch,, leader sioniste et cofondateur du Keren Hayesod.
Vers 1920, il s'installe à Paris.
En 1941 il s'exile aux États-Unis d'Amérique, via Cuba, avec sa femme Génia et sa fille d'un an, Irène, qu'il initiera à la peinture. Puis, le conflit terminé, revient à Paris en 1947 avec sa famille qui compte désormais également un fils Michka.
Il gère une distillerie (la société des alcools du Vexin, dont le whisky "le Biniou" sera servi lors d'une garden party sous Mitterrand) mais ne vit qu'au travers de sa peinture.
Coloriste exceptionnel.
Réalise de nombreuses toiles de paysages (ses lieux privilégiés pour peindre furent Notre-Dame-de-Bellecombe, Les Mesnuls, Belle-Île-en-Mer, Les Andelys) mais également des portraits ou natures mortes (notamment dans son atelier du Boulevard Saint Jacques à Paris).